# Nico d'Obra
Nico d'Obra é uma série de televisão portuguesa exibida entre 1993 e 1996 pela RTP1 e produzida pela Carlos Cruz Audiovisuais.

## Sinopse
Uma série de comédia que relata as peripécias vividas por dois casais vizinhos, Nico e Alice, e Nando e Lila.
Nico é a personagem central. Motorista de táxi, ele retrata um certo modo de ser português, umas vezes alegre, ouras colérico, pouco dado a delicadezas e atenções, mas ao fim e ao cabo, um coração de ouro.

## Elenco
| Ator/Atriz          | Personagem |
| ------------------- | ---------- |
| Nicolau Breyner (†) | Nico       |
| Ana Zanatti         | Alice      |
| Fernando Mendes     | Nando      |
| Rosa do Canto       | Lila       |

### Elenco adicional
- José Pedro Gomes - Carolino
- Adelaide João - Alice's Mother
- Manuela Carona - Deolinda / Juvenália / Mariana
- António Aldeia - Técnico Telefónico / Casaca / Gangster / Revisor
- Bruno Rossi - Mecadu
- Luís Zagalo - Dr. Silveira / Britinho / Doctor
- Luís Mata - Comissário / Costa / Maurício / Silva
- Sofia Sá da Bandeira - Micaela Carolino
- Luís Filipe - Estafeta
- Luís Pavão - Brinches / Carlos / Jornalista / Sousa
- António Banha - Fidalgo
- Carlos Vieira de Almeida - Inspector / Inspector Eugénio / Police Officer
- Carlos Lacerda - Engenheiro / Jacinto / Senhorio
- Luís Mascarenhas - Doctor / Oliveira / Teixeira do Lobato
- Alexandre Melo - Alberto Bentes / Jorge / Luís Fontes
- Rodolfo Neves
- Alfredo Brito
- Maria Tavares - Carlota / Henriqueta
- Licinio França - Funcionário / Mordomo / Pigotelim
- Henrique Santos - Alfredo / Andrade / Sousa
- Manuel Castro e Silva - Amigo de Nico / António Simões / Zé
- Rui Luís - Horácio
- Morais e Castro (†)  - Liberato Moita / Sr. Luz
- João Luís
- José Raposo - Gangster / Hildebrando
- Melchior Dos Reis - Técnico da Televisão
- Carlos Mota
- Carlos Gonçalves - Pacheco
- Camacho Costa (†) - Dias
- José Boavida (†) - Afonso / Andrade
- Rui Paulo - Gomes / Toy Coelho
- Armando Cortez (†) - Alice's Father
- Henrique Viana (†) - Hernâni / Police Officer
- Rosa Areia - Amélia / Judite
- Luísa Barbosa (†) - Elvira / Nico's Mother
- Joel Branco - Carlos Santana
- Carlos Areia - Leo
- Ladislau Ferreira - Andrade's Partner / Veterinário
- João Loy - Bombeiro / Polícia
- Jorge Sousa Costa - Tenant
- Herlander Costa - Almeida
- João Maria Pinto - Miguel
- António Feio (†) - Bonelli
- João Matos
- Jorge Sequerra - Assaltante / Xavier de Alenquer
- Rita Valério - Carla
- Eunice Muñoz - Duquesa
- Manuel Mendes - Abel
- Carlos Dias - Polícia / Treinador
- Fernando Palaio - André
- Mané Ribeiro - Gervilho's Daughter / Mrs. Burrié
- Octávio Matos (†) - Gervilho / Pintas
- Alfredo Brissos
- João Coelho
- Mário Gomes
- Rui Veiga
- Cristina Areia - Secretary
- Fernando Soares - Luís
- Armando Venâncio - Pereira
- Luís Aleluia - Fight Promoter
- Canto e Castro (†)
- Luís Castro - Smith
- Manuel Cavaco - Doctor
- Lena Coelho - Officer Graça
- Orlando Costa - Esteves
- Alexandre de Sousa - Lawyer
- José Eduardo - Garcia
- Joca
- Carlos Miguel - Vizinho
- Cláudia Negrão - Rita
- Teresa Negrão
- Francisco Nicholson (†) - Leonel
- Carlos Quintas - Inspector Brites
- Ilda Roquete - Sara
- Asdrubal Teles - Dr. Máximo
- Artur Andrade - Bilecas
- João Baião - Jornalista
- Carlos César
- María Dulce (†) - Deolinda
- Lídia Franco - Graphologist
- Ricardo Girão
- Fernando Gomes - Campónio
- Rita Loureiro - Sónia
- Guida Maria - Rosa
- António Melo - Zambujal
- Pedro Pinheiro - Beltrão
- Ângela Pinto - Luísa Bentes
- Sylvie Rocha - Journalist
- Victor Rocha - Catapulta
- Carlos Rodrigues - Bomber's Chief
- Agueda Sena - Aunt
- Julie Sergeant - Isa
- Adriana Barral - Lena
- André Gomes - Doctor
- Carlos Andrade
- António Anjos - João
- Beto - Toni
- Eugénia Bettencourt - Nurse
- Márcia Breia - Sra. Garcia
- Magda Cardoso - Leonel's Wife
- João Carlos - Estafeta
- Manuel Coelho - Roberto
- Marques D'Arede - Bento
- Felisberto Fragoso
- João Grosso - Con Man
- Paulo Matos - Show Host
- Carlos Sargedas - Manel
- David Silva
- Vítor Soares
- Gonçalo Topa - Funcionário do Canil
- Pedro Alpiarça (†) - Elviro
- Isabel Baleiras - Mãe
- Filipe Crawford - Con Man
- Nuno Pinto Custódio
- Fernando Ferrão - Bomber
- Carlos Manuel
- Augusto Portela - Delfim Soares
- João Rodrigo - Zacarias
- Andreia Vanessa
- Virgílio Castelo - Hugo
- Noémia Costa - Maid
- Cêcê
- João de Carvalho - Doctor
- Arlete de Sousa - Maid
- Luís Esparteiro - Fotógrafo
- Herlander Esteves
- Janine Osório
- Francisco Pestana - Almerindo
- Maria João Abreu - Girl
- Iuri Costa
- Rui Filipe Guerreiro - Journalist
- Maria Henriqueta - Maid
- André Maia - Fotógrafo
- Miguez
- António Montez - Chefe
- Paulo Padrão
- Paulo Trindade
- Paulo Jorge
- Isabel Ferreira
- Jorge Lima
- Catarina Gonçalves - Baby
- Eduardo Viana - Inspector
- Rui de Sá - Dr. Paulo
- Olímpia Portela - Teacher
- José Manuel Costa
- Maria Tiago
- Álvaro Tavares - Paulinho
- José Neves - Aureliano Pistolas
- António Oliveira
- Raul Caria
- Nuno Emanuel
- Nádia Mendes
- João Manuel da Silva
- Manuel Patrício
- Rita Alagão - Amélia
- Alberto Candeias
- Francisco Figueira
- António Amorim Guedes
- Pedro Marecos Duarte
- Carlos Martins
- Luís Romão
- Jorge Silva - Tomás

## Episódios
- Episódio 1 - Um Televisor
- Episódio 2 - Escola de Mambo
- Episódio 3 - Sono Solto
- Episódio 4 - Dinheiro Falso
- Episódio 5 - Dezoito Buracos
- Episódio 6 - A Criada
- Episódio 7 - Seis Meses de Vida
- Episódio 8 - O Grande Negócio
- Episódio 9 - O Voto Decisivo
- Episódio 10 - Palavras de Amor
- Episódio 11 - Noite de Jogo
- Episódio 12 - Natal / Ano Novo
- Episódio 13 - Os Sócios
- Episódio 14 - Quando o Telefone Toca
- Episódio 17 - Mete-te na tua vida!
- Episódio 18 - A Luva Branca
- Episódio 19 - O Trombone
- Episódio 20 - Lá em Casa Mando Eu
- Episódio 21 - Cá se fazem, cá se pagam
- Episódio 22 - Noite de Farra
- Episódio 23 - O Prémio
- Episódio 24 - O Empresário
- Episódio 25 - Daqui não saio
- Episódio 26 - Prisioneiros
- Episódio 27 - Zanga de Amigos
- Episódio 28 - O Veneno do Ciúme
- Episódio 29 - Cidadão Exemplar
- Episódio 30 - Mundo Cão
- Episódio 31 - Mana Alice
- Episódio 32 - Ideias Luminosas
- Episódio 33 - O Despiste
- Episódio 34 - A Herança
- Episódio 35 - O Padrinho
- Episódio 36 - Semana de Sorte
- Episódio 37 - Homens de Sucesso
- Episódio 38 - Porteiro de Luxo
- Episódio 39 - Boa Viagem
- Episódio 40 - Mulher Fatal
- Episódio 41 - O Inspector
- Episódio 42 - Negócios
- Episódio 43 - Segundo Prémio
- Episódio 44 - Os Dançarino
- Episódio 45 - Atenção ás Obras
- Episódio 46 - A Sogra
- Episódio 47 - Os Impostos
- Episódio 48 - O Concurso
- Episódio 49 - O Combate de Boxe
- Episódio 50 - A Viagem
- Episódio 51 - A Carta
- Episódio 52 - O Prédio Inteligente
- Episódio 53 - O Dia do Juízo
- Episódio 54 - Pinta de Campeão
- Episódio 55 - A Mudança
- Episódio 56 - Golpe Duplo
- Episódio 57 - A Dor de Dentes
- Episódio 58 - Cabelo ao Vento
- Episódio 59 - O Cupido
- Episódio 60 - A Casa de Campo
- Episódio 61 - Noite em Branco
- Episódio 62 - Surpresa Total
- Episódio 63 - O Hipnotismo
- Episódio 64 - Vamos a Votos
- Episódio 65 - Um Carro a Meias
- Episódio 66 - Passagem de Ano
- Episódio 67 - Não Há Pai...
- Episódio 68 - Motim a Bordo
- Episódio 69 - Isso faz-se á Tia?
- Episódio 70 - Um Prémio de Peso
- Episódio 71 - Paragem Obrigatória
- Episódio 72 - Policial á Americana
- Episódio 73 - O Número da Sorte
- Episódio 74 - A Promoção
- Episódio 75 - Os Computadores Sabem Tudo
- Episódio 76 - Noite Escura
- Episódio 77 - O Jantar
- Episódio 78 - Duas Vezes Herói
- Episódio 79 - Sonhos Cor de Rosa
- Episódio 80 - Aniversário de Casamento
- Episódio 81 - Picles
- Episódio 82 - O Senhor Director
- Episódio 83 - Noite Doidona
- Episódio 84 - O Susto
- Episódio 85 - IRS
- Episódio 86 - Dieta Rigorosa
- Episódio 87 - Champanhe e Caviar
- Episódio 88 - Carta de Amor
- Episódio 89 - A Noite da Vingança
- Episódio 90 - Os Anúncios
- Episódio 91 - O Exame Médico
- Episódio 92 - O Ponta de Lança
- Episódio 93 - Encontro para casar
- Episódio 94 - Taça Cheia
- Episódio 95 - Vaga de Assaltos
- Episódio 96 - O Doentinho
- Episódio 97 - O Pic-Nic
- Episódio 98 - Um Bébé Abandonado
- Episódio 99 - A Subida ao Poder
- Episódio 100 - Divórcio á Vista
- Episódio 101 - O Estrangeiro
- Episódio 102 - As Férias
- Episódio 103 - O Cheque
- Episódio 104 - A Bomba
- Episódio 105 - A Novela
- Episódio 106 - Apartamento aluga-se
- Episódio 107 - A Prima
- Episódio 108 - A Surpresa
- Episódio 109 - A Duquesa
- Episódio 110 - O Golpe
- Episódio 111 - Artes Mágicas
- Episódio 112 - A Peça
- Episódio 113 - Danças de Salão
- Episódio 114 - Natal Fantástico
- Episódio 115 - Raptos, Dois
- Episódio 116 - Candidato Único
- Episódio 117 - Hospede de Luxo
- Episódio 118 - Segredos
- Episódio 119 - Ano Novo
- Episódio 120 - Vésperas de Partida

## Curiosidades
- A série teve direito a um remake: a série Os Compadres.
- O enredo de Nico d´Obra era bastante simples e os momentos de humor resultavam sobretudo da interação entre os elementos do elenco que apresentavam uma química fora do comum.
- Os vários episódios da série eram realizados por Eduardo Rodil e filmados no mítico Teatro Vasco Santana. A produção ficava a cargo da Carlos Cruz Audiovisuais, na época uma das principais colaboradoras da RTP, no que a séries dizia respeito.
- O famoso tema musical de Jorge Quintela, que aparecia no genérico inicial ao mesmo tempo em que o elenco era apresentado com a cidade de Lisboa como pano de fundo.